# Yves Lejaeghere
Yves Lejaeghere is een Vlaamse zakenman In oostkamp opgegroeid en woont nu in Brugge.  Hij is stichter van de Open Bedrijvendag en oud-voorzitter van KV Oostende.
Yves Lejaeghere is  stichter van de Open Bedrijvendag, een groots evenement dat sinds 1991 jaarlijks op de eerste zondag van oktober plaatsvindt. Aan de eerste editie participeerden een dertigtal bedrijven in Vlaanderen, vandaag nemen honderden bedrijven in België deel. In juli 2012 verkocht Lejaeghere Open Bedrijvendag aan Roularta Media Group en TWICE.
Van juni 2006 tot augustus 2013 was hij hoofdaandeelhouder en voorzitter van de (toenmalige) tweede klassevoetbalclub KV Oostende. Hij volgde Eddy Vergeylen op, die die functie negentien jaar lang had uitgeoefend. In augustus 2013 nam Marc Coucke het roer over, de club was inmiddels gepromoveerd naar de Jupiler Pro League